# 布庫蘇播棋
布庫蘇播棋（Lukho），是流傳於肯亞埃爾貢山地區布庫蘇族的播棋類遊戲。

## 棋具
- 長方形棋盤，分兩列，各列八個棋洞，各屬一方。

- 初始佈置每棋洞各有三顆棋子。

## 規則
- 遊戲前，雙方從己方的任意數量洞中取中任意數量棋子，放於敵方一枚洞中。

- 行棋如同一般的播棋。雙方輪流從己方任一有棋子的小洞取出該洞的所有棋子，以逆時針方向分配到其他的小洞中，一洞分配一顆，直到分配完。
  - 最後分配的棋子若落在任一方有棋子的小洞中時，需再從該洞再進行分配動作，直到最後分配的棋子落在無棋子的小洞中。當最後分配的一顆棋子落在己方原本無棋子的小洞裡時，並且對方正對面洞剛好有棋子時，此兩條件都符合的話，就將這兩洞的棋子取走計分。然後上一敵洞若有棋子則同樣取走，依此重複，直到下一個敵洞沒有棋子為止。
  - 除先手方第一著外，當最後分配的一顆棋子若落在敵方的棋洞中，恰使此洞的棋子數為二顆，該玩家便宣告此洞為刀洞(Knife)並擁有該洞。該洞棋子不能被取出。遊戲結束時，洞中所有棋子屬於擁有者。

- 無法行棋時，遊戲結束。

- 當一方獲得超過總棋子數量一半時得勝[1]。

## 外部連結
- 遊戲介紹 （页面存档备份，存于）